# Fuente X Ultraluminosa

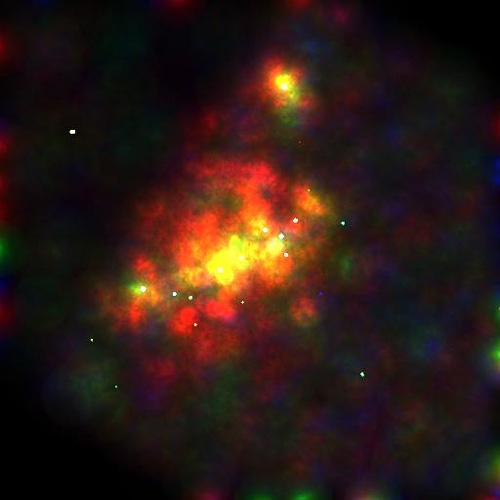
Imagen de NGC 4485 y NGC 4490, dos potenciales fuentes X ultraluminosas

Una fuente X ultraluminosa (o ULX por sus siglas en inglés, UltraLuminous X-ray source) es una fuente astronómica de rayos X que no está situada en el núcleo de una galaxia y que es más luminosa que 1039 erg/s (1032 vatios), asumiendo que emite isótropamente. Las galaxias que contienen fuentes X ultraluminosas contienen en media sólo una, pero algunas galaxias contienen un gran número de ellas. La Vía Láctea no contiene ninguna ULX. El principal interés de las ULXs reside en el hecho de que su luminosidad excede el límite de Eddington de las estrellas de neutrones e incluso de los agujeros negros. No está claro el origen de la emisión de las ULXs.

## Historia
Las fuentes X ultraluminosas fueron descubiertas en 1980 con el detector espacial Einstein y posteriormente estudiadas con ROSAT. Se han realizado importantes avances gracias a las mejoras en resolución angular y espectral de los detectores espaciales XMM-Newton y Chandra.

## Distribución
Gracias a Chandra sabemos que hay aproximadamente una ULX por galaxia para aquellas galaxias que albergan ULX (muchas de ellas no lo hacen). Las ULX se encuentran en todos los tipos de galaxias, incluyendo galaxias elípticas, pero son más frecuentes en galaxias con brote estelar y en galaxias en interacción gravitatoria, o sea, en regiones en las que se está produciendo mucha formación estelar. Una pequeña fracción de las ULXs (10-20 %) son en realidad quásares de fondo.

## Modelos de emisión
Generalmente se asocian a binarias de rayos X. No pueden sin embargo ser convencionales porque su luminosidad excede el límite de Eddington. Se dice que un objeto astronómico excede el límite de Eddington cuando es tan luminoso que la radiación que emite debería expulsar al espacio parte de la materia que lo compone. Estos objetos no pueden existir o deben de ser inestables. Posibles explicaciones son que:
- No emiten de forma isótropa: son sistemas parecidos a microquásares en los que la radiación se produce sólo cerca de un chorro, por lo que cometemos un error al calcular la luminosidad cuando extrapolamos a partir de lo que medimos cuando miramos a lo largo de este chorro.
- Los agujeros negros que constituyen el sistema binario no son de masa estelar sino mucho mayor, de más de 100 masas solares. Este tipo de agujeros negros se conocen como agujeros negros de masa intermedia y, aunque han sido propuestos teóricamente, nunca se han observado.